# 26-й танковый корпус (СССР)
26-й танковый корпус (26-й тк) — оперативно-тактическое воинское соединение (объединение) Вооружённых Сил СССР.

## История
Сформирован в апреле — июле 1942 в Москве и под г. Липецком как 26-й танковый корпус.

### Боевой путь
- С окончанием боёв под Воронежем корпус был передислоцирован под Сталинград, принял участие в операции «Уран».
- В составе 5-й танковой армии корпус, которым с июля 1942 года командовал генерал-майор Родин, Алексей Григорьевич, отличился во время Сталинградской наступательной операции: будучи введённым в прорыв 20 ноября 1942 года, танковый корпус Родина овладел хутором Калач-на-Дону и способствовал окружению сталинградской группировки противника.

Указом № 783 Президиума Верховного Совета СССР от 7 февраля 1943 года за мужество и героизм, проявленные в боях с немецко-фашистскими захватчиками, Алексею Григорьевичу Родину присвоено звание Героя Советского Союза со вручением ордена Ленина и медали «Золотая Звезда».
21 ноября 1942 года корпус стремительно продвигался к Калачу. Своевременный выход его частей в тыл врага во многом зависел от быстрого захвата в этом районе переправ через Дон. Для их захвата был сформирован передовой отряд в составе двух мотострелковых рот 14-й мотострелковой бригады, пяти танков 157-й танковой бригады и бронемашин 15-го отдельного разведывательного батальона. Командование этим отрядом было возложено на командира 14-й мотострелковой бригады подполковника Г. Н. Филиппова.
Стремительно, не скрываясь, с зажжёнными фарами отряд вышел к мосту. Охрана моста приняла открыто движущиеся танки за свои. В короткой схватке наши бойцы уничтожили охрану и заняли круговую оборону. Попытки врага, стремившегося уничтожить горстку отважных воинов и вернуть переправу, успеха не имели. К вечеру к мосту с боем прорвались танки 19-й танковой бригады. Успех передового отряда был закреплён. Захват исправного моста обеспечил быстрое преодоление реки Дон соединениями подошедшего затем 4-го танкового корпуса.
19-я танковая бригада под командованием Филиппенко Н. М. захватила в плен до 1500 человек и 23 ноября освободила Калач.
Указом № 902 Президиума Верховного Совета СССР от 14 февраля 1943 года за образцовое выполнение боевых заданий командования на фронте борьбы с немецкими захватчиками и проявленные при этом отвагу и геройство полковнику Николаю Михайловичу Филиппенко присвоено звание Героя Советского Союза со вручением ордена Ленина и медали «Золотая Звезда», а его подчинённые награждены орденами и медалями.

Приказом НКО СССР № 380 от 8 декабря 1942 г. 26-й танковый корпус преобразован в 1-й гвардейский танковый корпус. 
Закончил корпус войну как 1-й гвардейский танковый Донской ордена Ленина Краснознамённый ордена Суворова корпус.

В июле 1945 года 1-й гвардейский танковый корпус был преобразован в 1-ю гвардейскую танковую дивизию, которая была расформирована в 1947 году.

## Командование корпуса
Командиры корпуса
- 13.07.1942 - 08.12.1942 Родин, Алексей Григорьевич, генерал-майор т/в

Начальники штаба корпуса
- 13.07.1942 - 09.09.1942 Зиновьев, Александр Дмитриевич, полковник
- 14.09.1942 - 00.09.1942, ид Чухин, Николай Дмитриевич, полковник
- 00.09.1942 - 15.10.1942, ид Павлов, Андрей Михайлович, полковник
- 15.10.1942 - 08.12.1942 Павлов, Андрей Михайлович, полковник

Заместитель командира корпуса по строевой части
Заместитель командира корпуса по технической части
- на 12.42	Крупенин, Самуил Михайлович, инженер-подполковник

Заместитель командира корпуса по политической части (до 09.10.1942 - военный комиссар)
- 16.07.1942 - 08.12.1942 Акимов, Яков Петрович, бригадный комиссар, с 05.12.1942 полковник

Начальник политотдела (с июня 1943 г. он же заместитель командира по политической части)
Заместитель командира корпуса по тыловым службам (начальник тыла)
Начальник оперативного отделения
- 00.06.1942 - 00.07.1942 Земляной, Андрей Григорьевич, подполковник (в июле 1942 контужен)
- 06.08.1942 - 00.11.1942 Белоусов, Владимир Степанович, майор

## Состав корпуса
- 19-я танковая бригада
- 157-я танковая бригада
- 216-я танковая бригада
- 14-я мотострелковая бригада
- 26-я отдельная автотранспортная рота подвоза ГСМ, с 08.03.1943
- 174-я подвижная танкоремонтная база
- 146-я подвижная ремонтная база
- 2139-я военно-полевая станция

## Подчинение
- В составе действующей армии: с 23.09.1942 по 08.12.1942
- 3 сентября 1942 года включён в состав 5-й армии[2] Брянского и Юго — Западного фронтов.
- 27 ноября 1942 года переподчинён из состава Юго-Западного фронта в Донской фронт[3].

## Герои Советского Союза
- Родин, Алексей Григорьевич, генерал-майор танковых войск, командир корпуса.
- Филиппенко, Николай Михайлович, полковник, командир 19-й танковой бригады.

## О корпусе в мемуарах
Об освобождении 23 ноября 1942 года города Калач в Сталинградской битве..

26-й танковый корпус под командованием генерал-майора А. Г. Родина нанёс тяжёлое поражение 1-й танковой дивизии и разгромил штаб 5-го румынского армейского корпуса. Часть личного состава в панике бежала, а большая часть сдалась в плен….

26-й танковый корпус А.Г Родина и 4-й танковый корпус А. Г. Кравченко стремительно продвигались в район Калача…..
В ночь на 23-е ноября передовой отряд 26-го танкового корпуса, возглавляемый подполковником Г. Н. Филипповым, смелым налётом захватил мост через Дон.

Немецкая охрана моста, ничего не подозревая, спокойно ждала своей смены. В это время на мост ворвались передовые части отряда Г. Н. Филиппова. Гитлеровцы приняли их за свою учебную часть, оснащённую русскими трофейными танками. Пока разобрались — было уже поздно. Короткая схватка — и мост в наших руках. Враг несколько раз пытался сбить с моста отряд Г. Н. Филиппова, но это ему не удалось.

Удерживая мост, Г. Н. Филиппов решил захватить Калач отрядом танков подполковника Н. М. Филиппенко. До Калача оставалось два километра. Подполковник Н. М. Филиппенко, несмотря на малое количество сил в его отряде, принял решение атаковать город с ходу. Бой за Калач продолжался всю ночь. Немцы упорно сопротивлялись, но вскоре подошли передовые части главных сил корпуса, и город был взят.

В этих боях пали смертью храбрых коммунист москвич Григорий Гурьев, предельно смелые разведчики Александр Иванов, Григорий Давидьян и другие товарищи. За этот героический подвиг подполковнику Г. Н. Филиппову и подполковнику Н. М. Филиппенко было присвоено звание Героя Советского Союза, а личный состав отряда награждён орденами и медалями Советского Союза.
— Четырежды Герой Советского Союза  Маршал Советского Союза  Жуков Г. К.  Воспоминания и размышления. Том 2. 3-е издание. - М.:  Издательство Агентства печати Новости , 1978. С.99-100.
Командующий в то время 21-й армией генерал Чистяков И. М. так же писал об освобождении Калача :

21 ноября 26-й танковый корпус генерала А. Г. Родина, овладев Перелазовским, вошёл в состав 21-й армии, повернул на юго-восток навстречу войскам Сталинградского фронта и действовал правее 4-го танкового корпуса в общем направлении хутор Затовский, хутор Еруслановский, Калач. Командиру 26-го танкового корпуса, поскольку он действовал на направлении Калач, было приказано с ходу овладеть переправой через реку Дон у Калача и соединиться с частями 4-го мехкорпуса Сталинградского фронта в районе Советский.

Командир корпуса А. Г. Родин приказал подполковнику Г. Н. Филиппову, командиру 14-й мотострелковой бригады, захватить мост на Дону около Калача. Это была единственная уцелевшая переправа, по которой можно было перевести войска. Филиппов взял пять танков, две роты мотопехоты, одну миномётную и артиллерийскую батарею и ночью двинулся с зажжёнными фарами к мосту. На полном ходу они ворвались на мост, часть охраны уничтожили, часть захватили в плен.

Когда я допрашивал этих пленных, поинтересовался:

— Как же вы допустили танки на мост?

Они ответили:

— Мы никак не могли предположить, что русские танки могут наступать с зажжёнными фарами. Мы думали, что это наши танки возвращаются с передовой…

Филиппов тогда за этот подвиг был удостоен звания Героя Советского Союза.

Таким образом, 26-й танковый корпус, переправившись по совершенно исправному мосту, захваченному отрядом Филиппова, должен был овладеть городом Калач. Однако здесь танкисты встретили сильное сопротивление, и лишь после тяжёлых уличных боев днём 23 ноября Калач был освобождён.
— Герой Советского Союза  генерал-полковник  Чистяков И.М.  Служим Отчизне.  - М.:  Воениздат, 1975, С.101-102.